# Pisteur-secouriste
Un pisteur-secouriste, ou patrouilleur des pistes en Amérique du Nord, est un professionnel qui participe activement à la sécurité hivernale en montagne dans les stations de sports d'hiver, notamment en assurant le secours aux personnes et le déclenchement préventif d'avalanches sur son domaine skiable.

## Pisteur-secouriste en France

### Métier
Les pisteurs secouristes travaillent en équipe, au sein d’un domaine skiable, sur tous les itinéraires accessibles par gravité depuis les remontées mécaniques, c'est-à-dire sur piste et hors piste, dans le domaine de concession.
Leur rôle est d’assurer l’accueil et l’information des usagers, la prévention des risques, et de porter secours et assistance aux personnes blessées ou en difficulté.
Leurs missions :
- prévention et entretien sur le domaine skiable : balisage et jalonnage (mise en place de jalons pour délimiter le bord des pistes), protection contre les dangers (signalisation), suppression des dangers lorsque cela est possible, ouverture et fermeture des pistes, déclenchement artificiel des avalanches, prévision du risque d'avalanche, entretien et remise en état du matériel attribué au service, patrouille, rapport journalier ;
- accueil et information du public ;
- secours : évacuation sur les pistes et hors piste, secours en avalanche, participation aux évacuations téléportées, recherche des personnes disparues sur le domaine skiable, renfort des équipes de secours en montagne (type PGMH), permanence et coordination des secours, entretien du matériel de secours...

### Formation

#### Prérequis (premier degré)
- Être majeur.
- Être titulaire du PSE 1 et du PSE 2 à jour de formation continue : formation commune à tous les secouristes professionnels, volontaires ou bénévoles quel que soit leur milieu d’intervention.
- Pour l'option ski alpin :
  - être titulaire de la flèche de vermeil[1] : slalom géant de 25 à 35 portes sur 250 mètres de dénivelé. Le calcul des performances se fait selon le pourcentage autorisé en plus du temps de base réalisé par un ouvreur moniteur ESF (or : de  0 à 15 % - vermeil : de 15,01 à 28 % - argent : de 28,01 à 40 % - bronze : de 40,01 à 45 % - fléchette : de 45,01 à 50 %) ;
  - être titulaire du test technique : épreuve de descente en hors piste ou sur piste non damée, reconnue à l’avance, d'un dénivelé maximum de 400 mètres. Il est destiné à évaluer la capacité du candidat à skier sur un parcours varié non préparé et sur tout type de neige naturelle. Seuls les skieurs « solides » sont retenus. Le candidat est noté par plusieurs jurés disposés le long de la descente et doit obtenir une moyenne supérieure à 12/20 pour être retenu.
- pour l'option ski nordique :
  - être titulaire du test technique : parcours d'endurance chronométré à ski de fond sur 15 kilomètres avec sac à dos de 10 kilos ; atelier technique en montée, en terrain plat et en descente pour vérifier l'aisance en toute neige.

Des lycées préparent aux métiers de la montagne et au métier de pisteur secouriste dont le Centre de formation aux métiers de la montagne à Thônes (Haute-Savoie), la section biqualifiante montagne au lycée Ambroise Croizat à Moûtiers (Savoie) ou celle du lycée Edgar Faure à Montmorot (Jura).

#### Brevet national de pisteur-secouriste
La formation initiale, intitulée « Formation au diplôme de pisteur-secouriste premier degré », est assurée par des organismes de formation au niveau départemental. Ces organismes organisent aussi le test-technique permettant d'accéder à la formation. La formation, dite de « premier degré », s'étale sur 5 semaines consécutives. Elle comprend deux modules de formation. Il existe deux types de formation initiale afin de pouvoir travailler sur deux types de station différentes: l'option ski alpin et l'option ski nordique. Les tests techniques sont aussi différents pour ces deux types de formation.
La première partie de la formation est commune aux deux diplômes. D'une durée de deux semaines, c'est  la partie théorique. Elle apporte au futur pisteur des bases en météorologie de la montagne et en nivologie (connaissance des différents types de neige, etc.), mais aussi des notions sur l'administration et la réglementation du métier et elle introduit aux techniques et aux moyens d'intervention, de déplacements et de liaisons spécifiques à la sécurité en montagne. Enfin, elle apporte des informations sur les engins de déplacements motorisés sur neige, sur les remontées mécaniques et sur les hélicoptères.
Cette partie est évaluée par un examen écrit et permet d'obtenir les « connaissances générales du milieu montagnard » (CGMN).
Le second module de formation est intitulé « formation spécifique », c'est la partie pratique de la formation. D'une durée de trois semaines, il permet d'enseigner les bases du métier aux futurs pisteurs-secouristes. Il diffère selon les disciplines.
Pour le ski alpin, ce module enseigne notamment aux futurs pisteurs les techniques de secourisme adapté au milieu de la montagne. Il aborde plus spécifiquement l'accidentologie propre à la profession (accidents dus au froid, accidents dus à l'environnement : soleil, altitude, etc.) et les techniques de secourisme avec l'utilisation de traîneaux (moyen d'évacuation d'une victime sur piste damée, se conduisant à une seule personne) et de barquettes (moyen d'évacuation d'une victime adapté aux pistes non-damées ou au hors-piste, se conduisant à deux). Les futurs pisteurs s'entraînent aussi au secours en avalanche et à l'utilisation d'un détecteur de victimes d'avalanche (DVA). Ils étudient aussi sur le terrain la nivologie : il leur faut comprendre et connaître les principaux types d'avalanche et les causes du déclenchement.
Pour le ski nordique, la partie pratique est divisée en deux unités de formation. La première s'intitule « sécurité, secours ». Comme pour l'option ski alpin, elle permet d'enseigner aux futurs pisteurs les techniques de secourisme adapté au milieu de la montagne. Le contenu de cette partie est adapté à la pratique du ski nordique.La seconde s'intitule « aménagement, entretien, gestion ». Elle enseigne aux futurs pisteurs comment entretenir les pistes de ski de fond. Ils apprennent la conduite des engins de damage, la météorologie et la nivologie afin de connaître le manteau neigeux et la nivologie spécifique au damage.
À l'issue de ces semaines de formation, le diplôme délivré est celui du Brevet national de pisteur secouriste 1er degré, délivré par le ministère de l’Intérieur.

### Possibilités d'évolution du métier

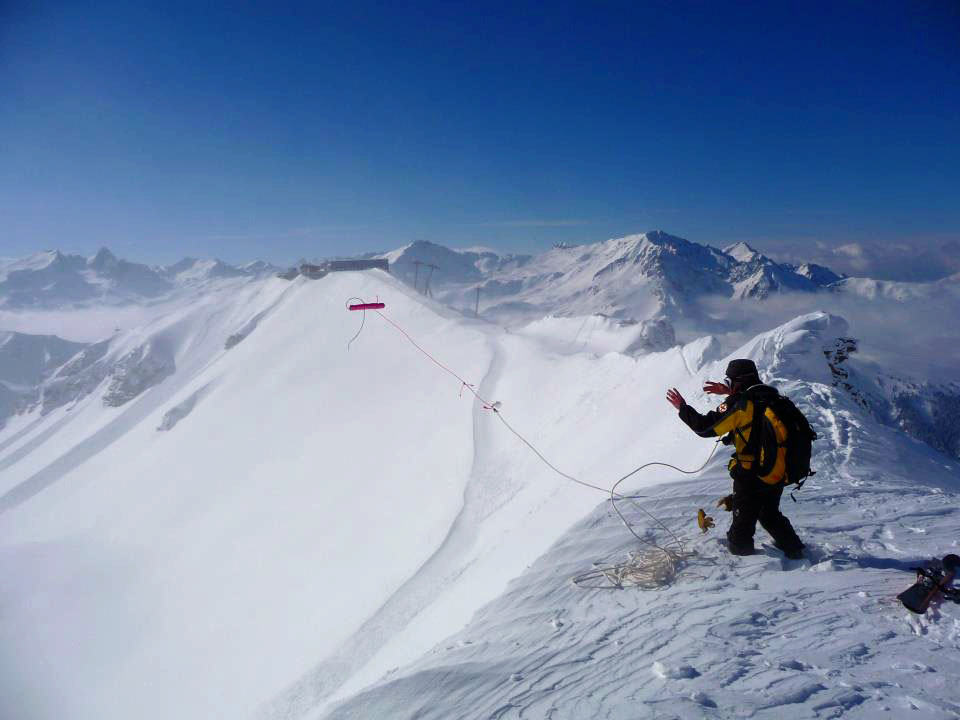
Un pisteur effectue un tir lancé d'une charge d'explosif lors d'un plan d'intervention et de déclenchement d'avalanche (PIDA).

Après avoir effectué deux saisons comme pisteur secouriste 1er degré, les pisteurs-secouristes peuvent en outre être spécialisés en nivologie (observateur nivo-météorologiste), être artificier afin de manier les explosifs et engins nécessaires au déclenchement préventif des avalanches, être maître-chien pour rechercher des victimes ensevelies sous des coulées de neige ou des avalanches, ou être maître-pisteur pour former les futurs professionnels.
Les pisteurs-secouristes peuvent aussi au cours de leur carrière passer deux autres formations dites de « deuxième » et de « troisième » degrés, dispensées par l'École nationale de ski et alpinisme (ENSA), afin d'approfondir leurs connaissances et exercer davantage de responsabilités au sein d'une équipe de pisteurs.
Ce sont aussi les pisteurs-secouristes qui peuvent mettre en œuvre les installations d'enneigement automatique sur les domaines skiables.

### Histoire

#### Les origines de la profession
Le premier service des pistes fut créé dans les années 1950 à Courchevel par Émile Allais et Jean Catellin, tous deux précurseurs de la profession.

#### Les dates importantes de la profession
- Brevet fédéral de patrouilleur : années 1950, délivré par la FFS.
- Pisteur régional : années 1960, délivré par la FFS.
- Pisteur national : années 1960, délivré par l’ENSA.
- Pisteur chef : années 1960, délivré par l’ENSA.
- 1966, naissance de l’ANPS devenue ANPSP ; deux actions : promouvoir le métier et favoriser les actions de formation.
- Brevet national de pisteur-secouriste : décret no 79-869 du 5 octobre 1979.
- À la suite de la réforme du secourisme de 1992, il est institué un nouveau Brevet national de pisteur-secouriste : décret no 92-1379 du 30 décembre 1992.

## Patrouilleur de ski au Canada
La formation des patrouilleurs de ski au Canada est gérée principalement par la Patrouille canadienne de ski, qui est composée de neuf divisions. La formation initiale comporte deux volets, notamment les premiers soins avancés et les opérations sur neige.
Dans chaque province, il y a également certains organismes qui offrent une formation équivalente. Par exemple, au Québec, il existe quatre organismes de formation alternatifs : l'Institut national de secourisme du Québec, le Groupe Montagne Explore, Trauma Experts et Station Mont Sainte-Anne.

## Autres pays

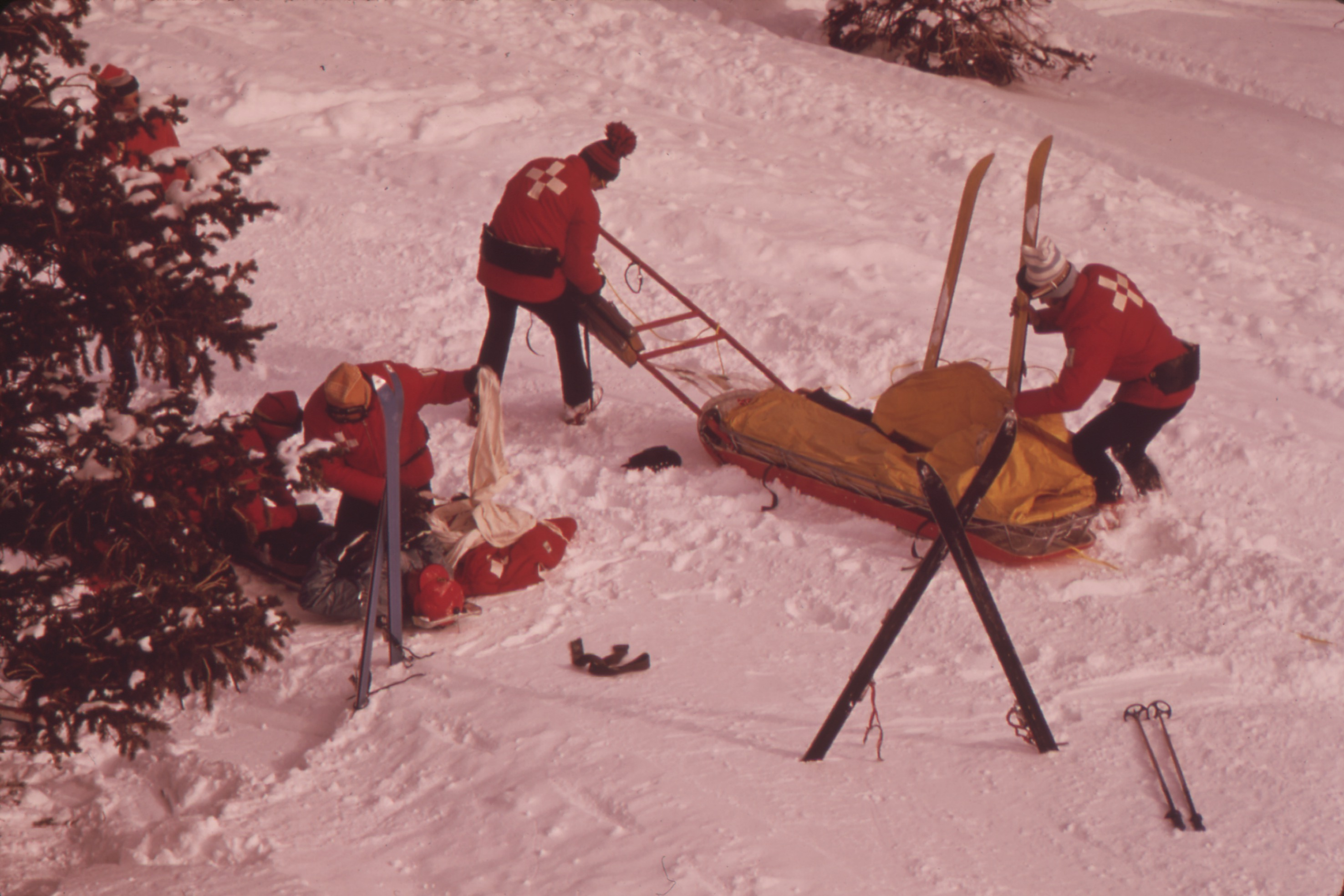
Patrouille à ski prenant en charge un skieur blessé, Aspen, États-Unis, février 1974.